# Hetti Bywater
Harriet "Hetti" Bywater (Sedlescombe,  Inglaterra; 13 de outubro de 1994) é uma atriz inglesa. Nascida de pais originalmente de Swansea, País de Gales, Bywater começou sua carreira em 2011, fazendo aparições em Casualty e Doctors. Ela estrelou no filme St George's Day (2012). No entanto, Bywater é mais conhecida por interpretar Lucy Beale na série EastEnders, de 2012 a 2015.

## Filmografia
Séries de televisão:
| Ano               | Título     | Personagem     | Notas                   |
| ----------------- | ---------- | -------------- | ----------------------- |
| 2012 - 2014, 2015 | EastEnders | Lucy Beale     | 248 episódios           |
| 2011              | Casualty   | Sarah Baker    | episódio "A Real Shame" |
| 2011              | Doctors    | Angelica Batte | episódio "Jealous Girl" |

Filmes:
| Ano  | Título             | Personagem | Notas                          |
| ---- | ------------------ | ---------- | ------------------------------ |
| 2011 | St George's Day    | Lucy       | com Charles Dance & Nick Moran |
| 2011 | Counting Backwords | -          | -                              |